# Estadi Municipal Pere Majós Daviu
L'Estadi Municipal Pere Majós Daviu o també anomenat Camp de Futbol Municipal Pere Majós Daviu va ser inaugurat el 19 de desembre del 2021 és el camp de futbol en el qual juga el CE Benavent. Està situat a la població Benavent de Segrià. Substitueix l'antic estadi municipal de Benavent de Segrià, ja que l'ajuntament de Benavent de Segrià va decidir canviar-li el nom en homenatge a Pere Majós Daviu antic delegat del camp municipal i que va morir al setembre del 2021.

## Comunicacions
| Servei   | Estació                     | Distancia del Camp |
| -------- | --------------------------- | ------------------ |
| Autobús  | Línia interurbana 102       | 260 m              |
| Tren     | Estació Lleida Pirineus     | 8,9 km             |
| Aeroport | Aeroport de Lleida-Alguaire | 11 km              |